# Бабиивна, Анна Ильинична
Анна Ильинична Бабиивна (укр. Ганна Іллівна Бабіївна) (14 ноября 1897, с. Добромерка — 2 августа 1979, Харьков) — украинская советская театральная актриса.

## Биография
Дебютировала в 1918 году в Тернопольском театре. В 1920 переехала в УССР. Играла в «Кийдрамте» (1920—1921). Вышла замуж за Януария Бортника.
В 1922 вступила в творческое объединение «Березиль». Вместе с театром переехала в Харьков. После разгрома театра и ареста Леся Курбаса осталась в труппе. С 1935 года —актриса Украинского драматического театра имени Тараса Шевченко в Харькове.
В 1937 году Бортник был арестован и впоследствии расстрелян, как участник вымышленной «украинской националистической террористической организации». 8 мая 1938 года Бабиивна была арестована, как член семьи врага народа, и 2 июня 1938 года приговорена Особым совещанием НКВД к пяти годам лагерей и ссылке. В 1944 году получила разрешение вернуться в Харьков и была восстановлена в театре им. Т. Шевченко, на сцене которого прослужила до 1960 года. Реабилитирована в 17 мая 1956 года.

## Творчество

### Роли в театре
- Лукия («Коммуна в степях» Кулиша, 1925)
- Баронова-Казино («Мина Мазайло» Кулиша, 1929)
- Мария Ивановна («Хозяин» Карпенко-Карого, 1932)
- Любовь Яровая («Любовь Яровая» Тренёва, 1937)
- Кабаниха («Гроза» Островского, 1938, 1946)
- фрау Миллер («Коварство и любовь» Шиллера, 1948)
- Шкандыбиха («Лымеривна» Панаса Мирного, 1952)
- Голда («Тевье-молочник» по Шолом-Алейхему, 1956)

### Роли в кино
- Баба («Вендетта», короткометражный, 1924)
- Василина («Над Черемошем», 1954)